# Cryphia deceptricula
Cryphia deceptricula är en fjärilsart som beskrevs av Jacob Hübner 1802. Cryphia deceptricula ingår i släktet Cryphia och familjen nattflyn. Inga underarter finns listade i Catalogue of Life.